# Решётка (геометрия)

Двумерная решётка

Решётка — набор векторов евклидова пространства {\displaystyle \mathbb {R} ^{n}}, образующий дискретную группу по сложению.

## Связанные понятия

Два базиса, задающие одну и ту же решётку

Линейно независимая система векторов, порождающая решётку, называется её базисом. Два набора векторов порождают одну и ту же {\displaystyle n}-мерную решётку тогда и только тогда, когда матрицы {\displaystyle B_{1}} и {\displaystyle B_{2}}, составленные из вектор-столбцов координат векторов этих наборов, связаны домножением справа на унимодулярную матрицу: {\displaystyle B_{1}=B_{2}U}, {\displaystyle U\in \mathrm {GL} _{n}(\mathbb {Z} )}. Поэтому можно сопоставить решётки максимального ранга в {\displaystyle n}-мерном пространстве классам смежности {\displaystyle \mathrm {GL} _{n}(\mathbb {R} )/\mathrm {GL} _{n}(\mathbb {Z} )}.
Определителем решётки называется определитель матрицы, составленной из координат порождающих её векторов. Он равен объёму её фундаментальной области, представляющей собой параллелепипед, и также называется кообъёмом решётки.
Нормой вектора {\displaystyle v} в теории решёток в евклидовом пространстве принято называть не длину вектора, а её квадрат {\displaystyle \|v\|^{2}}.
Решётка {\displaystyle \Gamma \subset \mathbb {R} ^{n}} называется:
- Целой, если скалярное произведение любых двух её векторов целое:

{\displaystyle \forall u,v\in \Gamma \quad \langle u,v\rangle \in \mathbb {Z} .}
- Чётной, если норма любого её вектора чётная:

{\displaystyle \forall v\in \Gamma \quad \langle v,v\rangle \in 2\mathbb {Z} .}
- Унимодулярной, если её фундаментальный параллелепипед имеет объём 1.

Примитивным называется ненулевой вектор решётки, не коллинеарный никакому более короткому ненулевому вектору этой решётки.
Примитивный вектор решётки, относительно отражения вдоль которого решётка инвариантна, называется корнем решётки. Множество корней решётки образуют систему корней. Каждая решётка, порождённая своими корнями, подобна решётке, порождённой векторами с нормами 1 или 2. Такая решётка называется решёткой корней.
Двойственной решёткой к решётке {\displaystyle \Gamma } называется решётка, которая обозначается {\displaystyle \Gamma ^{*}} или {\displaystyle \Gamma ^{\vee }} и определяется как
{\displaystyle \Gamma ^{*}=\{u\mid \forall v\in \Gamma \quad \langle u,v\rangle \in \mathbb {Z} \}.}
Решётка называется самодвойственной, если она совпадает с двойственной к себе.
Подрешётка — подгруппа решётки.
Можно определить объект, аналогичный решётке, в аффинном пространстве — аффинную решётку; это орбита точки аффинного пространства под действием сдвигов на векторы решётки.
В физике решётки в трёхмерном пространстве, классифицированные по их симметриям, называются решётками Браве, двойственная решётка — обратная решётка, фундаментальный параллелепипед — (примитивная) элементарная ячейка.
Граф Кэли решётки тоже называют решёткой (бесконечной).

## Свойства
- Если решётка {\displaystyle \Gamma } целая, то {\displaystyle \Gamma \subset \Gamma ^{*}}.
- Кообъёмы решётки и двойственной к ней в произведении дают 1.
- Целая унимодулярная решётка автоматически самодвойственна.
- Чётные самодвойственные решётки существуют только в пространствах размерностей, кратных восьми.
- Группа изометрий решётки всегда конечна.

## Примеры
- Целочисленная решётка, в частности, квадратная решётка
- Шестиугольная решётка
- Решётка E8
- Решётка Лича

## Классы изометрии и подобия
Решётки, как и другие геометрические объекты, нередко рассматривают с точностью до движений (изометрий в себя) объемлющего евклидова пространства — поворотов вокруг начала координат и отражений относительно проходящих через него плоскостей. Такое преобразование действует на матрицу, составленную из координат базиса решётки, как домножение слева на ортогональную матрицу. Поэтому классы изометрий решёток — классы эквивалентности решёток относительно изометрий — можно сопоставить двусторонним классам смежности группы обратимых матриц: {\displaystyle \mathrm {O} _{n}(\mathbb {R} )\backslash \mathrm {GL} _{n}(\mathbb {R} )/\mathrm {GL} _{n}(\mathbb {Z} )}.
Также в некоторых задачах решётки рассматривают с точностью до подобия; на матрицу такие преобразования действуют как домножение на элементы {\displaystyle \mathbb {R} ^{*}} (множества ненулевых действительных чисел). Классы подобия решёток соответствуют классам смежности {\displaystyle \mathbb {R} ^{*}\mathrm {O} _{n}(\mathbb {R} )\backslash \mathrm {GL} _{n}(\mathbb {R} )/\mathrm {GL} _{n}(\mathbb {Z} )}.

## Билинейные и квадратичные формы
Близкое, «теоретико-числовое» определение решётки — абстрактная свободная абелева группа конечного ранга (то есть изоморфная {\displaystyle \mathbb {Z} ^{n}}) с положительно определённой симметричной билинейной формой на ней; вместо билинейной формы можно задать квадратичную. Чтобы это определение было равносильно приведённому выше, «геометрическому» определению решёток (точнее, их классов изометрий), нужно рассматривать квадратичные формы с точностью до определённого отношения эквивалентности.
Если заданы решётка и её базис, то матрица соответствующей квадратичной формы — матрица Грама этого базиса. Положительно определённая квадратичная форма как функционал на {\displaystyle \mathbb {R} ^{n}} может быть задана как {\displaystyle v\mapsto \|Av\|^{2}}, {\displaystyle A\in \mathrm {GL} _{n}(\mathbb {R} )} (тогда матрица квадратичной формы равна {\displaystyle Q=A^{\mathrm {T} }A}), и она не меняется, если вектор {\displaystyle Av} подвергнуть ортогональному преобразованию, поэтому положительно определённые квадратичные формы находятся во взаимно однозначном соответствии с классами смежности {\displaystyle \mathrm {O} _{n}(\mathbb {R} )\backslash \mathrm {GL} _{n}(\mathbb {R} )}. Если считать эквивалентными формы, матрицы которых {\displaystyle Q_{1}} и {\displaystyle Q_{2}} связаны через унимодулярную матрицу {\displaystyle U} как {\displaystyle U^{\mathrm {T} }Q_{1}U=Q_{2}}, то классы эквивалентности квадратичных форм оказываются во взаимно однозначном соответствии с классами смежности {\displaystyle \mathrm {O} _{n}(\mathbb {R} )\backslash \mathrm {GL} _{n}(\mathbb {R} )/\mathrm {GL} _{n}(\mathbb {Z} )} — и таким образом и с классами изометрии решёток.

## На комплексной плоскости
В двумерном случае можно отождествить объемлющее евклидово пространство с комплексной плоскостью, а векторы решётки — с комплексными числами. Если положительно ориентированный базис решётки представлен парой комплексных чисел {\displaystyle (\omega _{1},\omega _{2})}, то преобразованием подобия можно перейти к решётке с базисом {\displaystyle (1,\omega _{2}/\omega _{1})}, после чего смена базиса в решётке с сохранением ориентации будет соответствовать дробно-линейному преобразованию верхней полуплоскости — элементу модулярной группы.

## Применения
С решётками связаны различные геометрические задачи, такие как плотная упаковка равных сфер. Также на решётках основываются коды для помехоустойчивого кодирования. Многие задачи теории решёток лежат в основе криптографии на решётках.

## Обобщения
- Если связать со свободной абелевой группой билинейную форму, не являющуюся положительно определённой, то в результате получится решётка в псевдоевклидовом пространстве.
- Решётка максимального ранга в {\displaystyle \mathbb {R} ^{n}} имеет фундаментальную область конечного объёма. В теории групп Ли и некоторых других областях решёткой в группе {\displaystyle G} называют дискретную подгруппу, объём факторпространства группы {\displaystyle G} по которой конечен, что обобщает это свойство.
- С более общей алгебраической точки зрения, решётка — это свободный {\displaystyle \mathbb {Z} }-модуль, вложенный в векторное пространство над числовым полем, содержащемся в {\displaystyle \mathbb {R} }. Можно обобщить это понятие, рассмотрев произвольный конечнопорождённый модуль без кручения над целостным кольцом {\displaystyle R}, вложенный в векторное пространство над полем частных для {\displaystyle R}[4].